# Dambach (Francja)
Dambach – miejscowość i gmina we Francji, w regionie Grand Est, w departamencie Dolny Ren.
Według danych na rok 1990 gminę zamieszkiwały 702 osoby, 23 os./km².